# گرفندورف
گرفندورف (به آلمانی: Gräfendorf) یک شهر در آلمان است که در ماین-اشپسارت واقع شده‌است.